# Conferenza di Rimini
La Conferenza di Rimini, svoltasi dal 4 al 6 agosto 1872, fu il congresso costitutivo della Federazione italiana dell'Associazione Internazionale dei Lavoratori. Viene considerata come l'atto ufficiale di nascita del movimento socialista ed anarchico in Italia attraverso la netta separazione dal movimento mazziniano. Segnò l'inizio della definitiva frattura all'interno della Prima internazionale tra le componenti che facevano riferimento rispettivamente a Marx e a Bakunin.

## Premesse
Dopo il suo arrivo in Italia nel 1864 Bakunin aveva iniziato a diffondere gli ideali socialisti dell'Associazione Internazionale dei Lavoratori all'interno del movimento mazziniano e delle società operaie che si ispiravano a Mazzini.

La sua attività propagandistica (inizialmente svolta in accordo con Marx) era stata facilitata dalla precedente diffusione in Italia delle concezioni libertarie di Carlo Pisacane e di Proudhon.

Gli eventi della Comune di Parigi (1871) portarono alla definitiva rottura tra Mazzini e Bakunin. Mazzini aveva osteggiato l'insurrezione parigina considerandola espressione di ateismo materialista e di rifiuto dell'idea di unità nazionale, Bakunin al contrario l'aveva difesa come modello di rivoluzione antiautoritaria e federalista, mirante alla ricostruzione della società in libere comuni.

Mentre divampava la polemica numerosi mazziniani presero posizione a favore di Bakunin, aderendo alla Prima internazionale che ne uscì così notevolmente rafforzata.

Nel frattempo stava però giungendo al culmine anche lo scontro tra Marx e Bakunin in seno all'Internazionale. Marx sosteneva la necessità di un'organizzazione coesa e compatta ed il primato dell'azione politica in vista della nascita di uno Stato proletario, Bakunin difendeva al contrario l'autonomia delle federazioni locali, poneva in primo piano la lotta economica e una rivoluzione che avrebbe dovuto sfociare in un'organizzazione federalista di libere comuni. 

Nel settembre 1871 si tenne a Londra una conferenza dell'Internazionale in cui, anche grazie alla scarsa presenza di delegati bakuninisti impossibilitati a intervenire a causa degli eventi francesi, era stata approvata una risoluzione favorevole alla creazione di partiti politici. In risposta a queste deliberazioni nel novembre 1871 i delegati della Fédération Jurassienne e alcuni espatriati si erano riuniti a Sonvilier e vi avevano approvato una circolare in cui accusavano Marx di voler "introdurre nell'Internazionale lo spirito autoritario" attraverso una rigida centralizzazione.

## La conferenza
Preceduta da una riunione regionale tenutasi a Bologna il 17-18 marzo 1872, il pomeriggio del 4 agosto 1872 presso la sede del Fascio operaio di Rimini si riunirono i rappresentanti di 21 sezioni, La presidenza venne assunta da Carlo Cafiero e il compito di segretario venne affidato ad Andrea Costa.

I principali punti della discussione (che durò tre giorni) riguardarono l'organizzazione della federazione e la creazione di un organo di stampa che ne fosse il portavoce. Tra i delegati presenti: Errico Malatesta, Saverio Friscia, Tito Zanardelli, Giuseppe Fanelli, Lodovico Nabruzzi, Celso Ceretti, Paride Suzzara Verdi. 

Come primo atto la riunione dichiarò di non essere "una semplice riunione preparatoria" ma si proclamò congresso costitutivo della Federazione italiana dell'Associazione internazionale dei lavoratori. Nel regolamento della Federazione vennero previsti come organi di coordinamento nazionale una Commissione di corrispondenza avente il compito di mantenere i contatti tra le diverse sezioni e una Commissione di statistica che avrebbe dovuto raccogliere dati sull'organizzazione e sulle condizioni di vita dei lavoratori. Ogni anno si sarebbe celebrato un congresso che avrebbe rinnovato questi organi.

Per quanto riguarda la stampa venne deciso di pubblicare due numeri di un giornale intitolato La Rivoluzione sociale che uscì effettivamente l'anno dopo (stampato clandestinamente) a Firenze, Napoli e Neuchâtel.

Per quanto riguarda il ricorso agli scioperi la Conferenza li ritenne poco produttivi per ottenere miglioramenti economici ma utilissimi per rafforzare il sentimento di solidarietà tra i lavoratori in una prospettiva rivoluzionaria.
Nell'ultima giornata dei lavori, dopo una lunga discussione sul "comunismo autoritario tedesco" (con questa espressione ci si riferiva alle posizioni di Marx), venne approvata una risoluzione in cui si accusava il Consiglio generale dell'Internazionale di voler imporre una svolta autoritaria e centralistica all'Associazione. In particolare la decisione di convocare nella sede decentrata dell'Aia il successivo congresso dell'Internazionale venne interpretato come un esplicito tentativo di ostacolare la partecipazione dei sostenitori di Bakunin, che avevano i loro punti di forza nell'Europa meridionale. Di conseguenza la Conferenza deliberò di rompere ogni solidarietà con il Consiglio generale di Londra e di convocare un "congresso antiautoritario" a Neuchâtel.

## Conseguenze
Dopo l'espulsione di Bakunin e di James Guillaume decretata al congresso dell'Aia il congresso internazionale antiautoritario si tenne effettivamente a Saint-Imier (15-16 settembre 1872) decretando la nascita della cosiddetta Internazionale antiautoritaria. In Italia l'Internazionale ebbe rapido sviluppo, al successivo congresso di Bologna (1873) parteciparono delegati di 150 sezioni. Successivamente il fallimento dei tentativi insurrezionali, la dura repressione, il passaggio di Andrea Costa al riformismo indebolirono progressivamente la componente anarchica favorendo la nascita, nel 1892 del Partito Socialista Italiano.